# 16-я танковая бригада
16-я танковая Дновско-Лужицкая Краснознамённая ордена Виртути Милитари 5 класса бригада (пол. 16 Dnowsko-Łużycka Brygada Pancerna odznaczona Orderem Czerwonego Sztandaru i Orderem Virtuti Militari 5 klasy) — воинское соединение РККА и Войска Польского в Великой Отечественной войне.

## История
Бригада формировалась во Владимире с 4 сентября 1941 года по 19 сентября 1941 года на базе 34-й танковой дивизии по штатам № 010/75 — 010/83 и № 010/87 от 13 сентября 1941 года. На момент формирования имела 61 танк, в том числе: 7 КВ, 22 Т-34, 32 БТ. Кроме того в бригаде насчитывалось 15 БА-20, 8 СТЗ-5, 30 мотоциклов, 45 ЗИС-5, 72 ГАЗ-АА, 10 летучек «А», 13 легковых автомобилей, 10 санитарных автомобилей. Помимо бронетехники бригада располагала 3 крупнокалиберными пулемётами, 8 37-мм зенитными пушками, 12 82-мм и 50-мм миномётами, 1074 винтовками, 539 пистолетами, 43 ручными пулемётами. В сентябре 1941 года отбр получила 4 артустановки ЗиС-30 на вооружение противотанковой батареи противотанкового дивизиона.
В составе действующей армии с 21 сентября 1941 по 20 октября 1944 и с 20 января 1945 по 11 мая 1945 года.
С 16 сентября 1941 года начала переброску к Ленинграду, разгрузилась на станциях Званка и Войбокало, поступив в распоряжение 54-й армии и приступила к боям в ходе Синявинских операций 1941 года. С 23 сентября 1941 года поддерживает в наступлении на Гонтовую Липку — Синявино части 4-й гвардейской стрелковой дивизии, со 2 октября 1941 года — 310-ю стрелковую дивизию в наступлении Тортолово, посёлок 1-й Эстонский. Уже к 1 октября 1941 года в бригаде оставалось всего 32 танка, все Т-34 были потеряны. До конца октября 1941 года бригада продолжает бои под Синявино, но в связи с немецкими наступлением на Войбокало — Волхов, была переброшена на оборону Волхова. Совместно с 311-й стрелковой дивизией ведёт бои за деревню Андреево, с 6-й бригадой морской пехоты за Замошье.
К началу ноября 1941 года бригада потеряла почти все танки, и передав оставшиеся в 122-ю танковую бригаду, стала воевать как пехотное соединение., заняв оборону на правом фланге 4-й армии. На 12 ноября 1941 года находится в районе Сирецкая Лука, Погорелец. В декабре-январе 1942 года взяв гору Пушечная, ведёт бои за неё.
Бригада только в феврале 1942 года получила танки, переправленные по Ладожскому озеру из Ленинграда, к 28 февраля 1942 года насчитывая 30 танков, в том числе: 7 КВ, 17 БТ-7, 6 Т-26, 21 бронеавтомобиль и 1 самодельную самоходно-артиллерийскую установку. В этот день бригада была переброшена к Погостью, где в полутора километрах севернее станции вступила в бой, поддерживая в наступлении 80-ю стрелковую дивизию. Наступление оказалось неудачным, хотя советские войска и сумели в некоторых местах восстановить позиции, ранее отбитые контратакой противника и ликвидировать угрозу выхода противника в тыл.
С 12 марта 1942 года поддерживает 294-ю стрелковую дивизию, наступающую на опорный пункт в деревне Шала, и соединения совместно одним ударом выполняют задачу и закрепляются в опорном пункте.
Бригада, продолжая наступление, во второй половине марта 1942 года получила задачу совместно с частями 198-й стрелковой дивизии уничтожить противника, укрепившегося на дороге Зенино-Дубовик западнее Киришей, что советским частям удалось, но в дальнейшем продвижение их было остановлено. В апреле 1942 года ведёт частные бои, так поддерживает шестью танками 11-ю стрелковую дивизию в её атаке на дороге Дубовик-Мягры. 28 апреля 1942 года из оставшихся танков был создан сводный танковый батальон, который вёл бои в районе реки Тигода, а оставшаяся часть бригады восстанавливала материальную часть, занималась боевой и политической подготовкой в Оломне. В мае 1942 года мотострелковый батальон бригады в полном составе передан в 310-ю стрелковую дивизию, и в конце мая 1942 вёл бои, обороняя переправу через Волхов в районе Киришей.
18 июля 1942 года на восстановление бригады был обращён 128-й отдельный танковый батальон.
В августе 1942 года бригада была подчинена 8-й армии для участия в Синявинской операции. В ночь с 30 на 31 августа 1942 года бригада, совместно с 32-й отдельной стрелковой бригадой атакует противника и наступает в направлении посёлка Михайловского. 8-12 сентября 1942 года ведёт совместные боевые действия с 299-й стрелковой дивизией севернее Синявинского озера, наступая на Синявино. Очевидно, что была выведена из боёв до окружения, поскольку 27-29 сентября 1942 года поддерживает ротой танков части 73-й морской стрелковой бригады и 265-й стрелковой дивизии, пробивающим коридор к окружённым частям.
В течение октября-ноября 1942 года восстанавливается, к 10 января 1943 года насчитывала 45 танков, из них 24 Т-34, 10 Т-60, 11 Т-70. Участвует в Прорыве блокады Ленинграда. В ходе операции наступала с 17 января 1943 c 18-й стрелковой дивизией с 18 января 1943 совместно с 239-й стрелковой дивизией, введённой из резерва, на Рабочий посёлок № 5, в связи с танконепроходимой местностью, поддерживала дивизии огнём с места. С 20 января 1943 года поддерживает 147-ю стрелковую дивизию, наступающую на Рабочий посёлок № 6 с задачей перерезать дорогу Синявино — Ленинград. Танки бригады ворвались на северную окраину посёлка и в течение суток удерживали её до подхода частей 239-й стрелковой дивизии. Обороняет посёлок до 4 февраля 1943 года, переходит в наступление, но все остальные попытки наступления в направлении Мги весны 1943 года были безуспешны. В марте 1943 года отведена в резерв фронта, где восстанавливается, в июне 1943 года направлена в состав 8-й армии в составе которой принимает участие в Мгинской наступательной операции, поддерживая наступающие на Поречье стрелковые дивизии. Мгинская операция в общем оказалась неудачной, войска армии смогли продвинуться весьма незначительно.
В сентябре 1943 года бригада передана в состав 59-й армии, к началу операции сосредоточилась на подступах к Подберезье. С 15 января 1944 года введена в бой в развитие успеха стрелковых соединений, составляя подвижную группу 6-го стрелкового корпуса. Вышла к реке Питьба, где наступление бригады немедленно захлебнулось, но бригада была оперативно переброшена на правый фланг 239-й стрелковой дивизии, где оседлала шоссе Любцы — Тютицы, овладев последними, а к исходу дня перерезала юго-восточнее населённого пункта Вешки железную дорогу Чудово—Новгород. Вечером 16 января 1944 года бригада атаковала Подберезье и овладела этим населённым пунктом, разгромив колонну 28-й лёгкой пехотной дивизии, спешно отводимой из района Подберезья. С 17 января 1944 года бригада успешно продвигается в направлении Вяжищи, разъезд Нащи.. Преследуя противника и отражая его настойчивые контратаки со стороны Новгорода, 20 января 1944 года овладела разъездом, перерезав дорогу Новгород—Вашково, затем вышла к окраинам Новгорода. Продолжив наступление и форсировав Веронду, бригада с пехотой глубоким обходом вышла во фланг и тыл опорных пунктов Акатово, Фарафонтово, Домилино, Большое и Малое Подсопье, Борки. В ночь на 24 января 1944 года бригада заняла станцию Борок и перерезала железную дорогу Новгород—Шимск. В этот же день остатки бригады были сведены в батальон, продолживший преследование немецких войск в направлении Шимска, 26 января 1944 года достигнув окраин города. В конце января 1944 года бригада вновь была передана в подчинение переброшенному в район Шимска управлению 8-й армии и ведёт бои на подступах к Шимску до середины февраля 1944 года (с 11 февраля 1944 года в составе 54-й армии). Затем бригада приступила к преследованию противника, отличилась при освобождении Сольцов 21 февраля 1944 года, Дно 24 февраля 1944 года, и к началу марта 1944 года вышла к укреплённой линии «Пантера» северо-восточнее Острова. После неудавшихся попыток штурма, выведена на восстановление.
Вновь приступила к боям в июле 1944 года. 17-25 июля 1944 года в ходе Псковско-Островской операции ведёт бои в Пушкиногорском районе. Вместе с полком 85-й стрелковой дивизии и 724-й самоходно-артиллерийский полком составила подвижную группу 1-й ударной армии, которая была введена в прорыв на участке армии южнее Острова. Бригада в составе группы, действуя в авангарде армии сбивала заслоны противника, не давая ему закрепиться по рубежам многочисленных рек, к концу июля 1944 года (и к концу операции) выйдя в район южнее Лауры, где была остановлена. Вновь перешла в наступление в ходе Тартуской операции с 10 августа 1944 года, наступала по направлению Лаура — Выру — Тарту, отмечена в числе частей, принявших участие в освобождении Тарту 25 августа 1944 года. После освобождения Тарту до 7 сентября 1944 года отбивает непрекращающиеся контратаки противника севернее Тарту. В составе 67-й армии принимает участие в Рижской операции.
Из-под Риги бригада была отведена на восстановление в Бобруйск. Резолюцией № 302010 Верховного Главнокомандующего Красной Армии от 3 октября 1944 года была передана в Войско Польское. В Белорусском танковом лагере в Бобруйске находится вплоть до конца января 1945 года, когда без батальона моторизованной пехоты и танков была передислоцирована в Рембертув, куда прибыла 1 февраля 1945 года. Получив 65 танков Т-34-85 и пополнение из числа поляков, была передана в Войско Польское и согласно приказу № 26 генерала Роля-Жимерского, с 5 февраля 1945 года включена в состав 1-го бронетанкового корпуса 2-й Польской армии, стала именоваться 16. Dnowska Brygada Pancerna. Польский состав бригады принял присягу 23 февраля 1945 года и 26 февраля 1945 года бригада начала отправку на передовую. На тот момент в бригаде было 1312 человек личного состава, в том числе 250 офицеров, 559 сержантов и 503 рядовых. На вооружении бригады состояли 438 пистолетов, 528 пистолетов-пулемётов, 22 ручных пулемёта, 4 крупнокалиберных пулемёта, 9 зенитные пулемётов, 4 76,2-мм пушки, 18 противотанковых пушек, 83 автомобиля и 65 танков Т-34-85. Разгрузилась на станции Пашково, с 20 марта 1945 года перебрасывается под Бреслау, затем в апреле в район лесничества Ниски.
16 апреля 1945 года введена в бой в ходе Берлинской операции, форсирует реку Нейсе, ведёт бои за Ротенбург, затем продолжая наступление 19 апреля 1945 года взяла Клиттен, к концу дня вышла на Шпрее, 19 апреля 1945 года форсирует реку, захватывает Лиски и Нойдорф. Но уже 20 апреля 1945 года немецкие войска нанесли контрудар, которым они окружили большую часть 2-й армии Войска Польского, продвигающуюся к Дрездену и часть войск 52-й армии. Бригада попала под удар полка танково-гренадёрской дивизии «Бранденбург» и была практически уничтожена: от бригады остался один батальон. Штаб бригады попал в окружение и вынужден был пробиваться с боями к своим, командир бригады погиб, батальоны расстреляли боеприпасы и израсходовали горючее и вынуждены были подорвать танки.
Остатки бригады, выйдя из окружения, заняли оборонительные позиции в районе Клиттена. 1 мая 1945 года бригада сосредоточена в районе Мортки, а на следующий день в районе Фридерсдорфа, где 4 мая 1945 года ремонтировалась и комплектовалась.
Вновь переходит в наступление с 8 мая 1945 года, в ходе Пражской операции, в этот день заняла Шёнберг, 9 мая 1945 года достигла Эльбы в районе Бад-Шандау. Свой боевой путь бригада завершила в Децине.
На 10 мая 1945 года в бригаде насчитывалось 405 (31 % в сравнении с 5 апреля 1945) человек, в том числе 80 (32 %) офицеров, 184 (33 %) сержантов и 141 (28 %) солдат. На вооружении бригады осталось только 20 (31 %) танков.
В 1946 году переформирована в 9-й отдельный танковый полк Войска Польского.

## Подчинение
| Дата            | Фронт (округ)                                              | Армия                                  | Корпус | Дивизия | Примечания                                  |
| --------------- | ---------------------------------------------------------- | -------------------------------------- | ------ | ------- | ------------------------------------------- |
| 01.10.1941 года | Ленинградский фронт                                        | 54-я армия                             | -      | -       | -                                           |
| 01.11.1941 года | Ленинградский фронт                                        | 54-я армия                             | -      | -       | -                                           |
| 01.12.1941 года | Ленинградский фронт                                        | 54-я армия                             | -      | -       | -                                           |
| 01.01.1942 года | Ленинградский фронт                                        | 54-я армия                             | -      | -       | -                                           |
| 01.02.1942 года | Ленинградский фронт                                        | 8-я армия                              | -      | -       | -                                           |
| 01.03.1942 года | Ленинградский фронт                                        | 54-я армия                             | -      | -       | -                                           |
| 01.04.1942 года | Ленинградский фронт                                        | 54-я армия                             | -      | -       | -                                           |
| 01.05.1942 года | Ленинградский фронт (Группа войск Волховского направления) | 54-я армия                             | -      | -       | -                                           |
| 01.06.1942 года | Ленинградский фронт (Волховская группа войск)              | 54-я армия                             | -      | -       | -                                           |
| 01.07.1942 года | Волховский фронт                                           | 54-я армия                             | -      | -       | -                                           |
| 01.08.1942 года | Волховский фронт                                           | 54-я армия                             | -      | -       | -                                           |
| 01.09.1942 года | Волховский фронт                                           | 8-я армия                              | -      | -       | -                                           |
| 01.10.1942 года | Волховский фронт                                           | 8-я армия                              | -      | -       | -                                           |
| 01.11.1942 года | Волховский фронт                                           | -                                      | -      | -       | -                                           |
| 01.12.1942 года | Волховский фронт                                           | 2-я ударная армия                      | -      | -       | -                                           |
| 01.01.1943 года | Волховский фронт                                           | 2-я ударная армия                      | -      | -       | -                                           |
| 01.02.1943 года | Волховский фронт                                           | 2-я ударная армия                      | -      | -       | -                                           |
| 01.03.1943 года | Ленинградский фронт                                        | 2-я ударная армия                      | -      | -       | -                                           |
| 01.04.1943 года | Волховский фронт                                           | -                                      | -      | -       | -                                           |
| 01.05.1943 года | Волховский фронт                                           | -                                      | -      | -       | -                                           |
| 01.06.1943 года | Волховский фронт                                           | -                                      | -      | -       | -                                           |
| 01.07.1943 года | Волховский фронт                                           | 8-я армия                              | -      | -       | -                                           |
| 01.08.1943 года | Волховский фронт                                           | 8-я армия                              | -      | -       | -                                           |
| 01.09.1943 года | Волховский фронт                                           | 8-я армия                              | -      | -       | -                                           |
| 01.10.1943 года | Волховский фронт                                           | 59-я армия                             | -      | -       | -                                           |
| 01.11.1943 года | Волховский фронт                                           | 59-я армия                             | -      | -       | -                                           |
| 01.12.1943 года | Волховский фронт                                           | 59-я армия                             | -      | -       | -                                           |
| 01.01.1944 года | Волховский фронт                                           | 59-я армия                             | -      | -       | -                                           |
| 01.02.1944 года | Волховский фронт                                           | 8-я армия                              | -      | -       | -                                           |
| 01.03.1944 года | Ленинградский фронт                                        | 54-я армия                             | -      | -       | -                                           |
| 01.04.1944 года | Ленинградский фронт                                        | -                                      | -      | -       | -                                           |
| 01.05.1944 года | 3-й Прибалтийский фронт                                    | -                                      | -      | -       | -                                           |
| 01.06.1944 года | 3-й Прибалтийский фронт                                    | -                                      | -      | -       | -                                           |
| 01.07.1944 года | 3-й Прибалтийский фронт                                    | -                                      | -      | -       | -                                           |
| 01.08.1944 года | 3-й Прибалтийский фронт                                    | 1-я ударная армия                      | -      | -       | -                                           |
| 01.09.1944 года | 3-й Прибалтийский фронт                                    | Группа войск Северного боевого участка | -      | -       | -                                           |
| 01.10.1944 года | 3-й Прибалтийский фронт                                    | 67-я армия                             | -      | -       | -                                           |
| 01.11.1944 года | Белорусский военный округ                                  | -                                      | -      | -       | -                                           |
| 01.12.1944 года | Белорусский военный округ                                  | -                                      | -      | -       | -                                           |
| 01.01.1945 года | Белорусско-Литовский военный округ                         | -                                      | -      | -       | -                                           |
| 01.02.1945 года | Резерв Ставки ВГК                                          | -                                      | -      | -       | -                                           |
| 01.03.1945 года | 1-й Белорусский фронт                                      | -                                      | -      | -       | В оперативном подчинении 2-й Польской армии |
| 01.04.1945 года | 1-й Украинский фронт                                       | -                                      | -      | -       | В оперативном подчинении 2-й Польской армии |
| 01.05.1945 года | 1-й Украинский фронт                                       | -                                      | -      | -       | В оперативном подчинении 2-й Польской армии |

## Состав
На момент формирования
- Управление бригады
- Рота управления
- Разведывательная рота
- 16-й танковый полк
  - 1-й танковый батальон
  - 2-й танковый батальон
  - 3-й танковый батальон
- 16-й мотострелково-пулемётный батальон
- Противотанковый дивизион
- 16-й отдельный зенитно-артиллерийский дивизион
- Автотранспортная рота
- Ремонтно-восстановительная рота
- Медико-санитарный взвод

С 1944 года
- Управление бригады
- Рота управления
- Разведывательная рота
- 1-й танковый батальон
- 2-й танковый батальон
- 3-й танковый батальон
- Моторизованный батальон автоматчиков
- Зенитно-пулемётная рота
- Рота технического обеспечения
- Медико-санитарный взвод

## Командование
Командиры
- полковник Цибин, Иван Григорьевич (с 15.09.1941 по 14.10.1941);
- полковник Барышников, Иван Николаевич (с 15.10.1941 по 23.04.1942);
- подполковник Петровский, Владимир Герасимович (с 24.04.1942 по 24.09.1942);
- полковник, с 10.09.1943 генерал-майор танковых войск Иванов, Корней Иванович (с 25.09.1942 по 01.10.1943);
- полковник Урванов, Кирилл Осипович (с 02.10.1943 по 01.09.1944);
- полковник Кудрявцев, Михаил Агеевич (с 01.09.1944 по 22.04.1945), погиб
- подполковник Лавизин, Михаил Иванович [с 22.04.1945 по 11.05.1945)

Заместитель командира бригады по строевой части
- 03.09.1941 — Белов, Пётр Дмитриевич, полковник
- 00.03.1942 — 00.05.1942	Терновский, Леонид Владимирович, полковник
- Барышников, Иван Николаевич, полковник
- 04.05.1943 — 28.08.1944	Кудрявцев, Михаил Агеевич, подполковник, с 22.01.1944 полковник
- 01.09.1944 — 22.04.1945	Лавизин, Михаил Иванович, подполковник

до 28.04.1945	ГОРЧАКОВ Всеволод, майор
Начальники штаба бригады
- 00.09.1941 — 00.02.1942	Юренков, Николай Николаевич, майор
- 00.02.1942 — 00.09.1942	МАКАРОВ Николай Константинович, подполковник
- 00.09.1942 — 00.03.1944	КИСИЛЕВ Яков Васильевич, подполковник

Военные комиссары бригады, заместители командира бригады по политической части
- 16.09.1941 — 16.06.1943	КУЗНЕЦОВ Александр Логинович, полковой комиссар, с 05.12.1942 полковник

Заместитель командира бригады по технической части/ помощник командира по технической части
- ДЕМЬЯНОВ Виктор Михаилович, подполковник

Начальник политотдела/заместитель командира по политической части
- 16.09.1941 — 19.03.1942	СВИРИДОВ Михаил Борисович, ст. батальон. комиссар
- 10.04.1942 — 01.09.1944	ГВОЗДКОВ Владимир Михайлович, батальон. комиссар, с 24.07.1942 ст. батальон. комиссар, с 30.11.1942 подполковник

## Награды и наименования
| Награда (наименование)           | Дата награждения                                                                | За что получена |
| -------------------------------- | ------------------------------------------------------------------------------- | --- |
| Почётное наименование «Дновская» | присвоено приказом Верховного главнокомандующего № 044 от 26 февраля 1944 года  | в ознаменование одержанной победы и отличие в боях за освобождение города Дно                                                             |
| Почетное наименование «Лужицкая» | присвоено командованием Войска Польского 19 августа 1945 года                   | |
| Орден Красного Знамени           | награждена указом Президиума Верховного Совета СССР СССР от 21 января 1944 года | за образцовое выполнение боевых заданий командования на фронте борьбы с немецкими захватчиками и проявленные при этом доблесть и мужество |
| Орден Virtuti Militari           | Присвоено командованием Войска Польского в 1945 году                            | |

## Отличившиеся воины бригады
| Награда | Ф. И. О.                       | Должность        | Звание          | Дата награждения | Примечания                   |
| ------- | ------------------------------ | ---------------- | --------------- | ---------------- | ---------------------------- |
|         | Мартынов, Александр Максимович | Командир роты    | лейтенант       | 10.02.1943       | Посмертно, погиб 26.03.1942. |
|         | Панков, Михаил Михайлович      | Механик-водитель | старший сержант | 27.06.1945       | -                            |